# La Fertilidad de la Tierra
La Fertilidad de la Tierra Ediciones es una editorial española con sede en Artaza (Nafarroa). Entre otras, participó en la feria Bioterra 2015.

## Historia
La editorial nació para fomentar el cultivo ecológico y las nuevas técnicas de conservación ecológica del medio ambiente. Desde esa perspectiva, La Fertilidad de la Tierra Ediciones edita libros de ecología práctica y sencilla, que tratan asuntos relacionados con el huerto y los jardines ecológicos; otras veces aborda la temática de los alimentos ecológicos o el fomento de la autonomía individual a través de pequeños arreglos. 

### Colecciones
Cuatro son las colecciones principales: 
- Guías La Fertilidad de la Tierra (huerta, jardinería, fruticultura, avicultura ecológicas…).
- Saber Hacer (saberes tradicionales hacia la autonomía).
- Los libros de Ceres (para cultivar, recolectar y consumir de forma respetuosa con la Tierra).
- Cuentos para cuidar la Tierra.